# キング・コング&ジャングル・ガールズ
キング・コング&ジャングル・ガールズ（King Kong & D. Jungle Girls）は、イタリア出身の1980年代ユーロビートを代表するポップ・グループで、FLEA Recordsに所属していた。

## 概要
表向きは、イタリアのTV局で働いていた経歴を持つ「D.J. King Kong」（本名・アンドレア）と、アレクサンドラとロベルタの2人からなる「D. Jungle Girl」で構成されるグループとされているが、実際にはイタリアのユーロビート制作会社・SAIFAMの中心人物であるマウロ・ファリーナとジュリアーノ・クリヴェレンテのプロデュースで結成された音楽プロジェクトであり、異なる楽曲で、ファリーナを含む複数のヴォーカリストが歌唱を担当している。また、ファリーナとクリヴェレンテがSAIFAMでの活動に専念するためFLEAへの楽曲提供を終了してからは、A.BEAT-Cを設立する前後であったデイヴ・ロジャースなどのソングライターによるプロデュースユニットとなり、同レーベルの設立後も平行して同プロジェクトを引き続きプロデュースしている。
日本で人気となり、特に『Boom Boom Dollar』（1989年）と『Walkie Talkie』（1989年）が大ヒットした。
1989年には来日して「ブン・ブン・ツアー」を開催したもののゴリラの覆面をかぶっていたため、その正体は定かではない。

## メンバー
D.J. King Kong：アンドレア（苗字不明）（ヴォーカリストはマウロ・ファリーナ(1988年 - 1991年)⇒デイヴ・ロジャース(1991年 - 1993年)）
D.Jungle Girls：アレクサンドラ、ロベルタ（共に苗字は不明）（ヴォーカリストはクララ・モローニ、エレーナ・フェレッティ）

## アルバム
- 1989年 - Boom Boom Dollars（恋のブン・ブン・ダラー）
- 1991年 - King Kong
- 1996年 - Best of
- 2000年 - King Kong Greatest Hits

## シングル
- 1987年 - Don't Let Me Be Misunderstood（悲しき願い）
- 1987年 - Lies
- 1988年 - It's So Funny
- 1989年 - Boom Boom Dollar（恋のブン・ブン・ダラー）
- 1989年 - Go, Go Boy
- 1989年 - Walkie Talkie
- 1989年 - Soft Time
- 1990年 - King Kong
- 1990年 - Little Flowers
- 1990年 - Love & American Dollars
- 1990年 - Turn The Sound Up Higher
- 1991年 - Bingo
- 1991年 - Bad Man
- 1992年 - Merry-Go-Round
- 1993年 - Panic in New York

## 日本公演
- 1989年 - ブン・ブン・ツアー

## 参照
- Interview with Mauro Farina